# Guastalla
Guastalla (Guastàla in dialetto guastallese) è un comune italiano di 14 640 abitanti della provincia di Reggio Emilia in Emilia-Romagna, nonché capoluogo dell'Unione di comuni della Bassa reggiana.

## Geografia fisica
La città è il principale centro amministrativo, politico ed economico della Bassa reggiana, già capitale dell'omonimo ducato oltre ad essere ex capoluogo di provincia, di circondario e sede vescovile.
È situata nella Val Padana, poco distante dalla riva destra del fiume Po, a circa 30 km da Reggio Emilia, Parma e Mantova. Relativamente vicine sono anche altre tre importanti città: Verona (79 km), Modena (55 km) e Cremona (65 km).
Confina a nord con il comune di Luzzara, ad est con Reggiolo, a sud con Novellara e Cadelbosco di Sopra e ad ovest con Gualtieri e con il comune di Dosolo. A ponente l'abitato è lambito dal torrente Crostolo, che proprio qui sfocia nel Po.
La città è ai confini con la Lombardia (Provincia di Mantova).
Il territorio comunale, oltre che dal capoluogo, è composto dalle frazioni di San Giacomo, San Girolamo, San Martino, San Rocco e Tagliata per un totale di 52,56 km².

## Origini del nome
Il toponimo Guastalla si fa derivare dal longobardo wardistall "posto di guardia" (al locativo), bastione germanico avanzato contro i Bizantini che si spingevano fino a Mantova; nel secolo XI è documentato come Wardestalla, nel 1318 come plebes de Guastalla.

## Storia

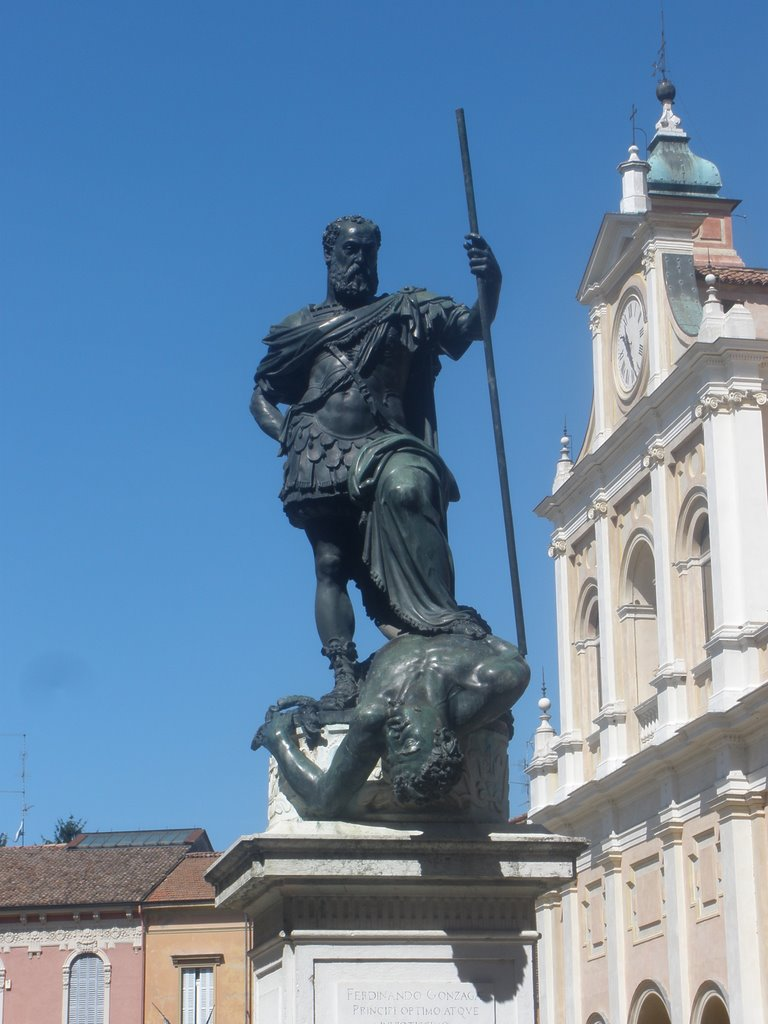
Monumento a Ferrante I Gonzaga

Stemma dei Gonzaga di Guastalla (1575-1630)

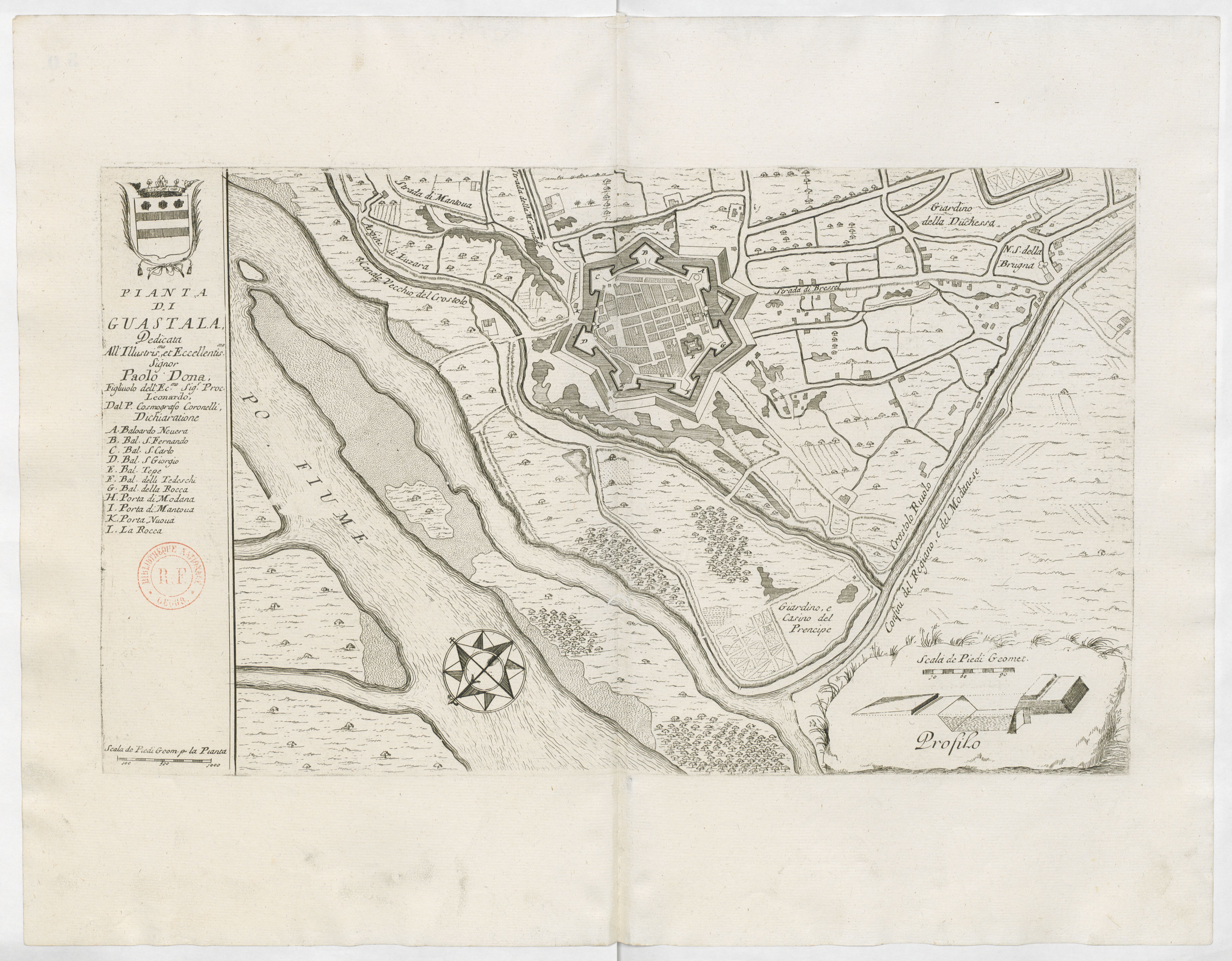
Mappa di Guastalla del 1689 con le sue fortificazioni. Vincenzo Maria Coronelli

Le prime testimonianze archeologiche relative ad un centro abitato in questa zona sembrano risalire al periodo etrusco. Tuttavia è in epoca altomedievale [864] che il nome della città viene menzionato per la prima volta all'interno di fonti storiche: Ludovico II il Giovane dona alla moglie Angilberga Guastalla, il "posto di guardia" longobardo fortificato, avanzato contro i bizantini installati a Mantova. In questa località vi era una cappella dedicata a san Pietro, il cui prestigio accrebbe nei decenni fino ad essere insignita della dignità plebana nel 980, per poi essere consacrata nel 997 da papa Gregorio V.
Gli anni attorno al 1000 videro Guastalla passare spesso di proprietà, dall'autorità papale agli imperatori, dai feudatari ai più potenti signori dell'epoca. È solo sotto il dominio dei Canossa, che il nucleo abitato sorto attorno alla chiesa di Pieve, ottenuto il privilegio di nullius dioecesis da parte di Urbano II, cominciò ad assumere importanza per la presenza di ampie zone coltivate su terreno fertile a due passi dal Po, area strategica di passaggio in un punto di guado del fiume. Nel 1102 la contessa Matilde di Canossa consegnò Guastalla al monastero di San Sisto di Piacenza. La zona passò poi sotto il controllo dei Cremonesi e successivamente, con Giberto III, dei Correggesi e infine dei Visconti che la occuparono fino al 1402.
Sarà poi la famiglia Terzi a cedere Guastalla al mantovano Guido della signoria dei Torelli, trasformandola in contea nel 1428. I Torelli la governarono dal 1406 al 1539 dando così inizio al ciclo dei signori che dominarono e crearono la città in quanto spazio architettonico organizzato con la presenza del palazzo nobiliare, del castello, delle chiese, della piazza. Guastalla divenne così una città rinascimentale. Con la morte di Achille Torelli, senza eredi maschi, la città diventò eredità della sua unica figlia, Ludovica, nota come "contessa di Guastalla", moglie di Ludovico Stanga, conte di Castelnuovo Bocca d'Adda.
Questa nuova realtà nata sulla riva destra del Po, in una fertile e produttiva zona di pianura, destò l'attenzione di Ferrante I Gonzaga con l'intento di farne un possedimento degno della sua casata. Il 3 ottobre 1539 la contea di Guastalla venne così acquistata da Ferrante al prezzo di 22 280 scudi d'oro e annessa in poco tempo all'Impero. Il 6 settembre 1541 l'imperatore Carlo V concedeva formalmente Guastalla al dominio dei Gonzaga, che si dichiarò così indipendente dal Ducato di Milano.
Sotto la dinastia dei Gonzaga ebbero inizio 207 anni di signoria, che si trasformarono ben presto in sovranità. Durante questo periodo Guastalla raggiunse il suo massimo splendore. La sua nobiltà era ormai diventata per dignità al pari delle signorie più rilevanti dell'epoca. Vi furono ospitati artisti come Campi e Guercino, e poeti come Tasso e Guarini. Venne istituita la zecca, diretta dall'incisore Gasparo Mola, che produsse moneta fino al 1746. Nel 1621, sotto il dominio di Ferrante II la città divenne ducato ed allargò i suoi territori inglobando prima Reggiolo poi, sotto il governo di Cesare II, Dosolo e Luzzara. Da allora assunse una certa importanza come capitale del ducato dei Gonzaga, fino alla fine del 1600, secolo in cui ebbe inizio la crisi dinastica del ramo dominante, quella di Mantova.
Per la sua posizione strategica, Guastalla divenne una delle città fortificate più importanti del tempo. Questa connotazione guerriera come fu il simbolo di potenza militare fu anche il segno della sua rovina. Infatti nel 1689, attaccata dagli spagnoli, venne privata dei suoi elementi di fortificazione come le mura e la rocca. Durante la guerra di successione polacca venne occupata dagli austriaci e ceduta nel 1735 a Carlo Emanuele III di Savoia. Con il cadere della dinastia gonzaghesca subentrarono i Borbone di Parma che la posero in un ruolo subalterno. Nel 1806 ritornò ducato sovrano e concesso a Paolina Bonaparte e a suo marito il principe Camillo Filippo Ludovico Borghese. Successivamente Napoleone Bonaparte e Maria Luisa d'Asburgo-Lorena la incorporarono nuovamente nel Ducato di Parma, Piacenza e Guastalla, di cui fu un'exclave fino al 1847, quando in seguito al trattato di Firenze, il territorio guastallese venne annesso al Ducato di Modena e Reggio. Sotto la repressiva dominazione austro-estense la cittadina fu dichiarata capoluogo dell'omonima provincia.
In seguito alla seconda guerra d'indipendenza italiana e alla conseguente caduta del ducato estense, Guastalla venne annessa al Regno di Sardegna grazie al plebiscito del 1860. Inclusa nella provincia di Reggio Emilia, la cittadina conservò la sua caratteristica di primario centro agricolo e commerciale della bassa reggiana. Nel 1883 fu raggiunta dalla ferrovia per Parma e cinque anni più tardi dalla linea per Reggio Emilia. La nascita dello stato italiano non risolse i problemi economici, come la questione agraria e la povertà, che affliggevano da secoli le campagne guastallesi e più in generale la pianura Padana. L'esperienza dei moti contadini de La Boje nella vicina provincia mantovana ed contemporaneo diffondersi nei comuni reggiani degli ideali socialisti propagandati da Camillo Prampolini favorì la nascita anche a Guastalla di circoli, società di mutuo soccorso e leghe contadine. L'organizzazione politica socialista, rafforzatasi notevolmente in pochi anni riuscì conquistare il comune nel 1894 con la nomina a sindaco dell'avvocato Adelmo Sichel. In quegli stessi anni iniziarono a sorgere le primissime attività industriali legate alla lavorazione del legno.
Nella primavera 1921 l'amministrazione socialista guastallese venne costretta alle dimissioni dalle violenze fasciste.
Durante la seconda guerra mondiale le campagne circostanti Guastalla brulicarono di attività partigiana. Nel secondo dopoguerra si assistette alla trasformazione dell'economia guastallese da prettamente agricola ad agro-industriale.

### Simboli
Stemma
Lo stemma del Comune di Guastalla è costituito da uno scudo d'armi troncato di azzurro e di rosso, sul quale è raffigurato un leone d'oro, il tutto sormontato da una corona ducale (Guastalla fu capitale di un Ducato dal 1621 al XIX secolo).
Sembra che Guastalla tra il XIV e il XV secolo utilizzasse come proprio emblema il biscione dei Visconti insieme al toro dei Torelli, suoi signori. Tra XV e XVI secolo si affermò come simbolo civico il leone attuale.
In genere lo stemma è rappresentato incorniciato da uno scudo a cartoccio ripreso dagli antichi Statuti, mentre sul gonfalone è raffigurato uno scudo sannitico.
Gonfalone
Il gonfalone consiste in un drappo bianco al centro del quale è collocato lo stemma del Comune contornato da rametti d'alloro e quercia incrociati alla base, il tutto sormontato dall'iscrizione "Città di Guastalla".

### Onorificenze
L'imperatore Ferdinando II d'Asburgo conferì il titolo di Città il 2 luglio 1621.

## Monumenti e luoghi d'interesse

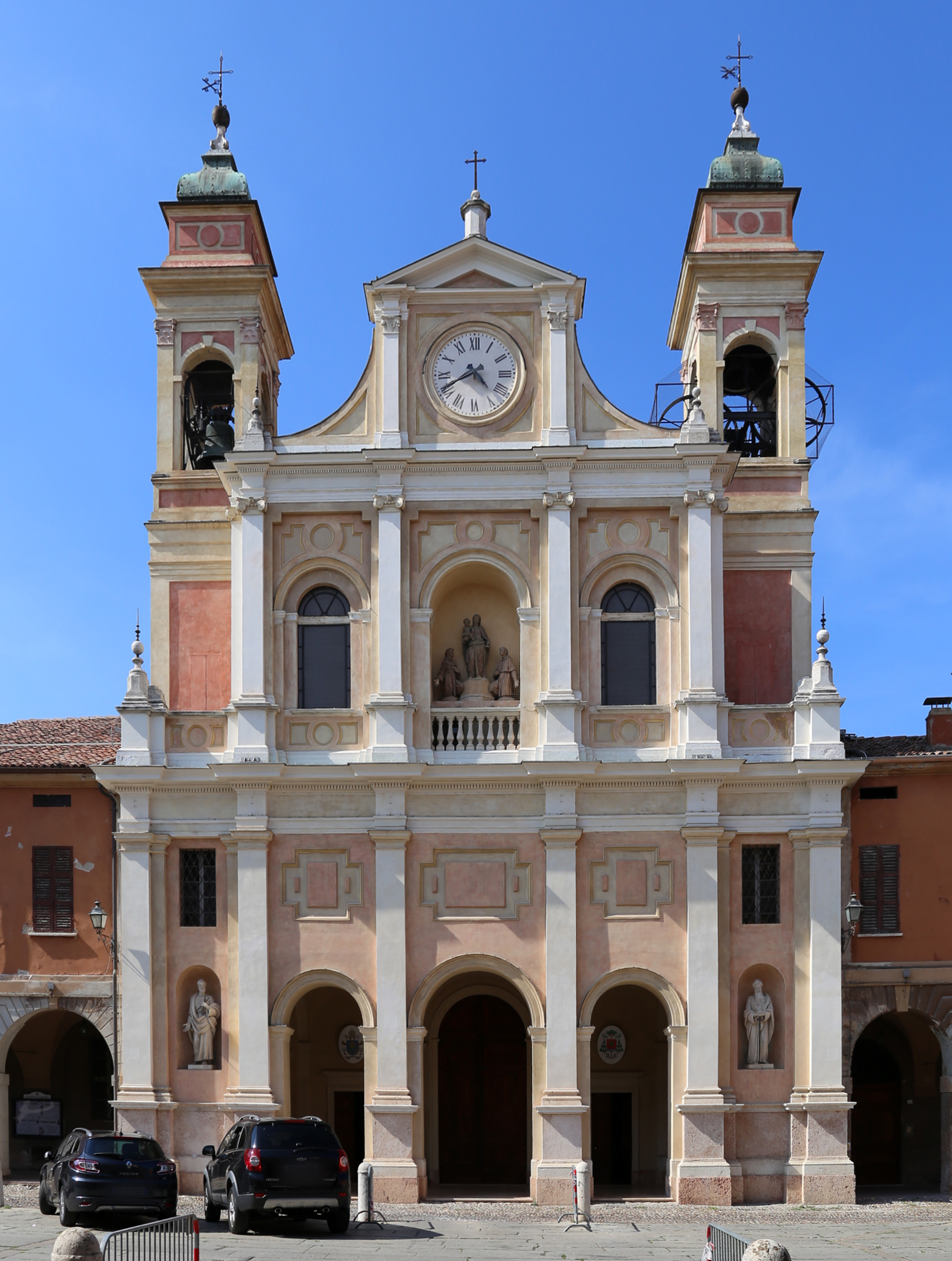
Duomo

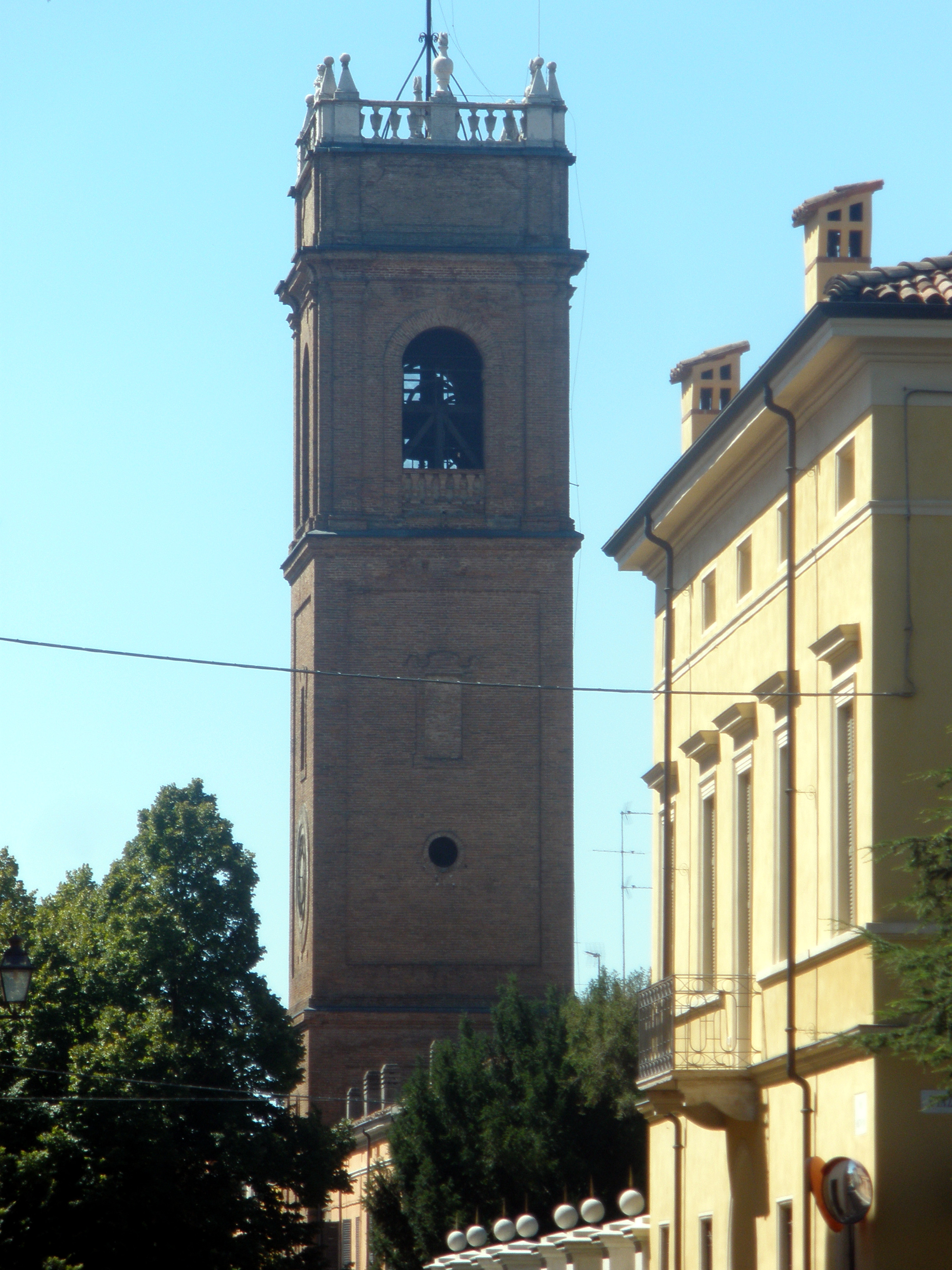
Torre civica

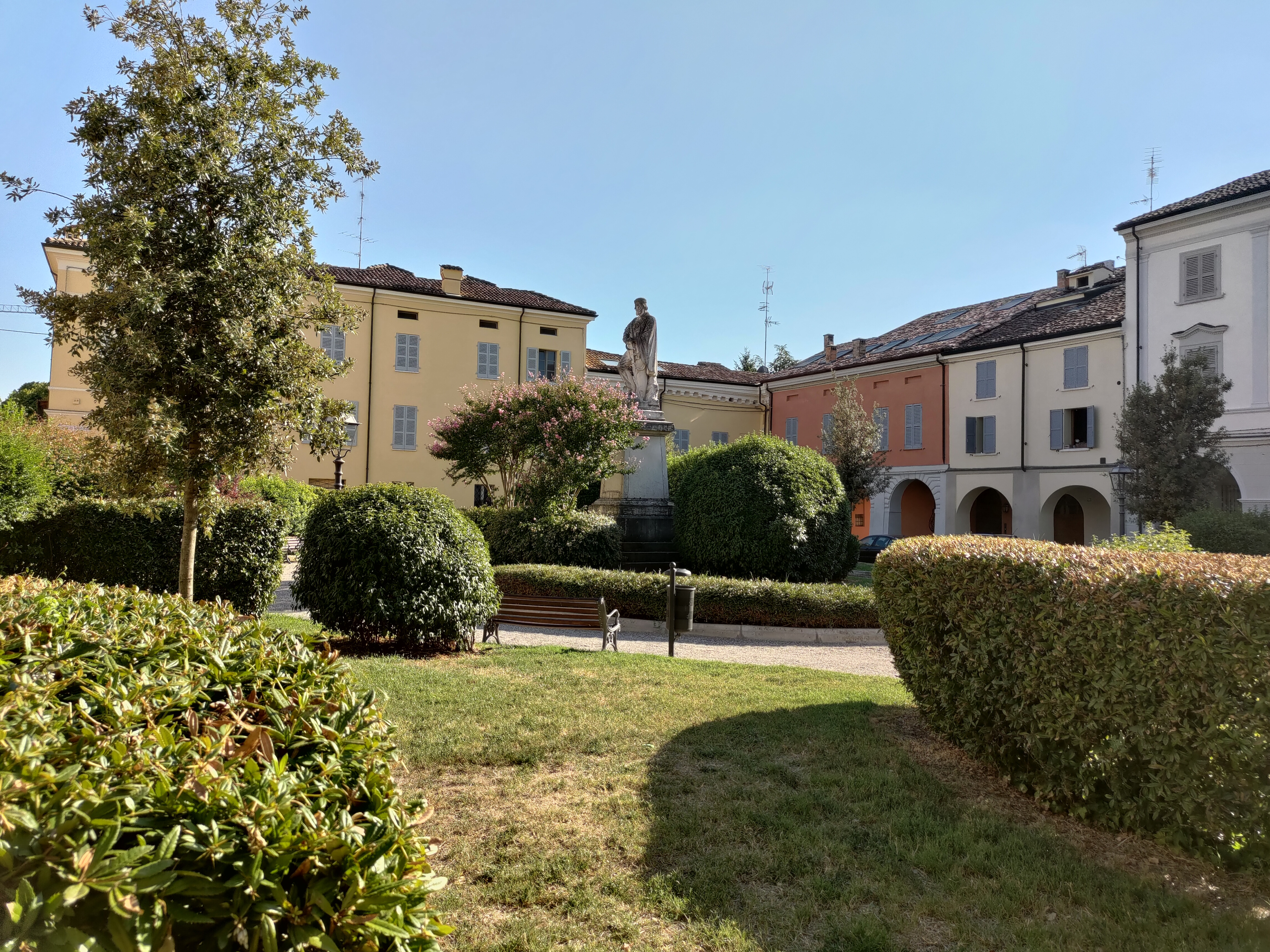
Piazza Garibaldi

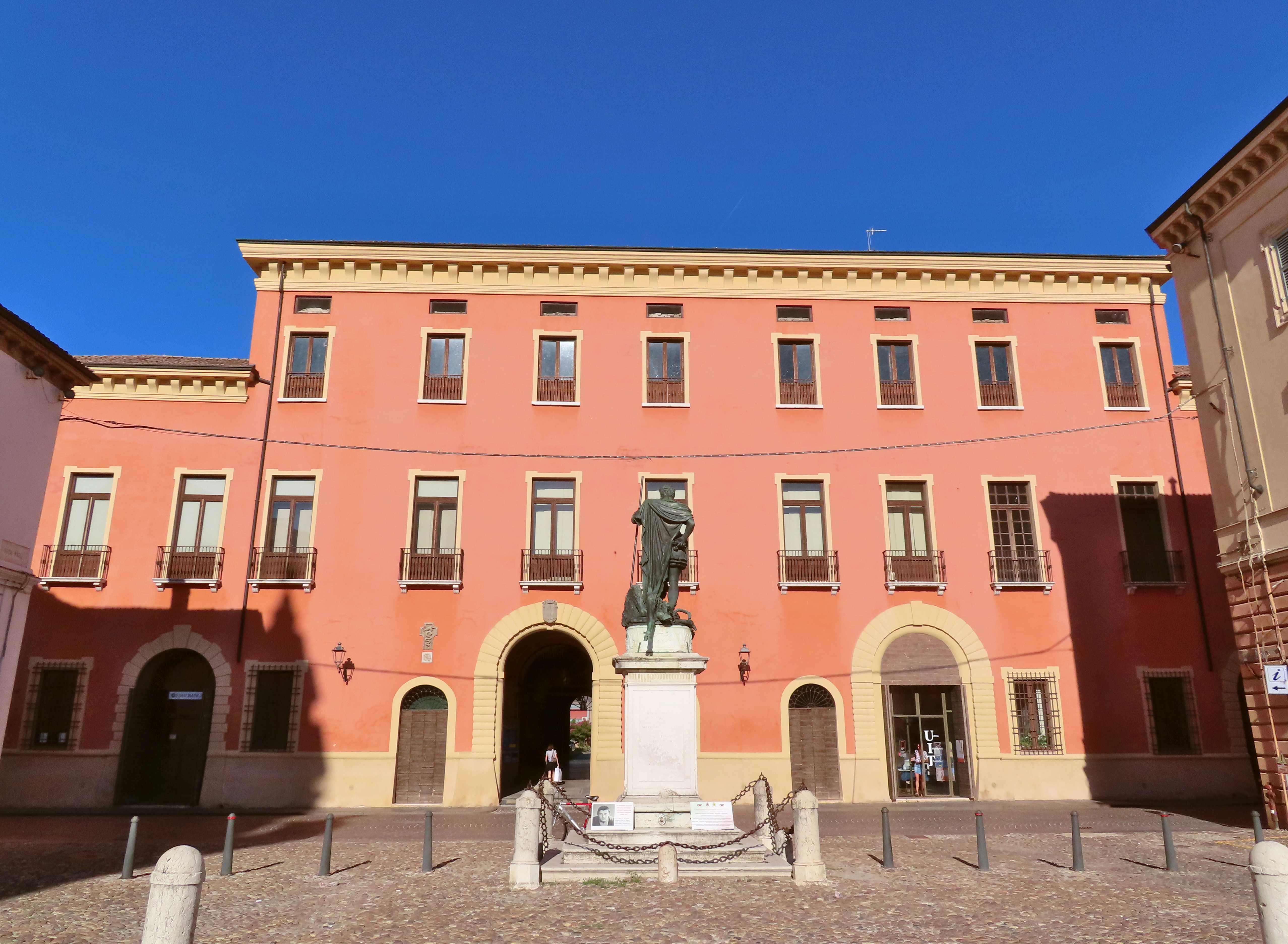
Palazzo Ducale

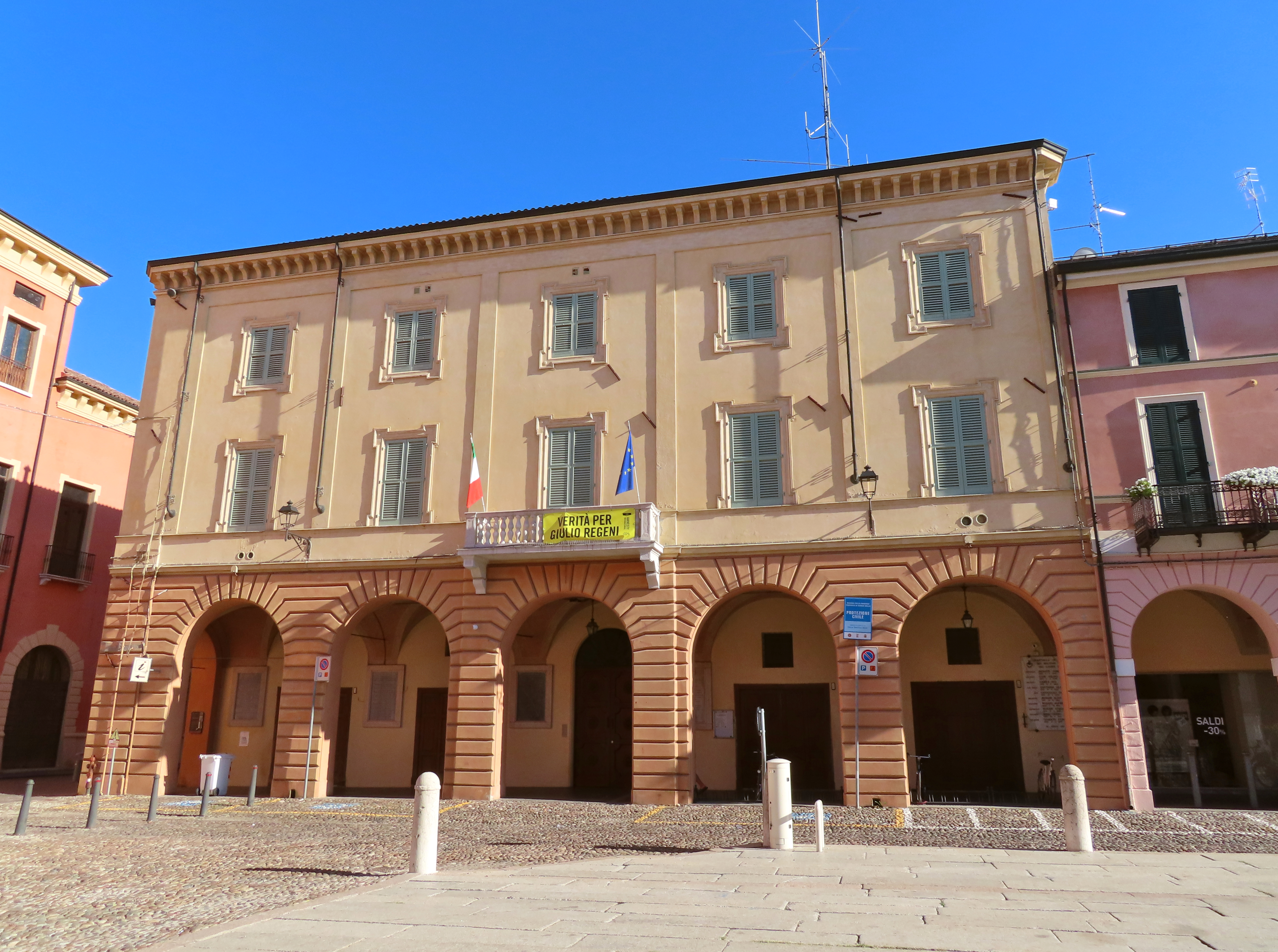
Palazzo comunale

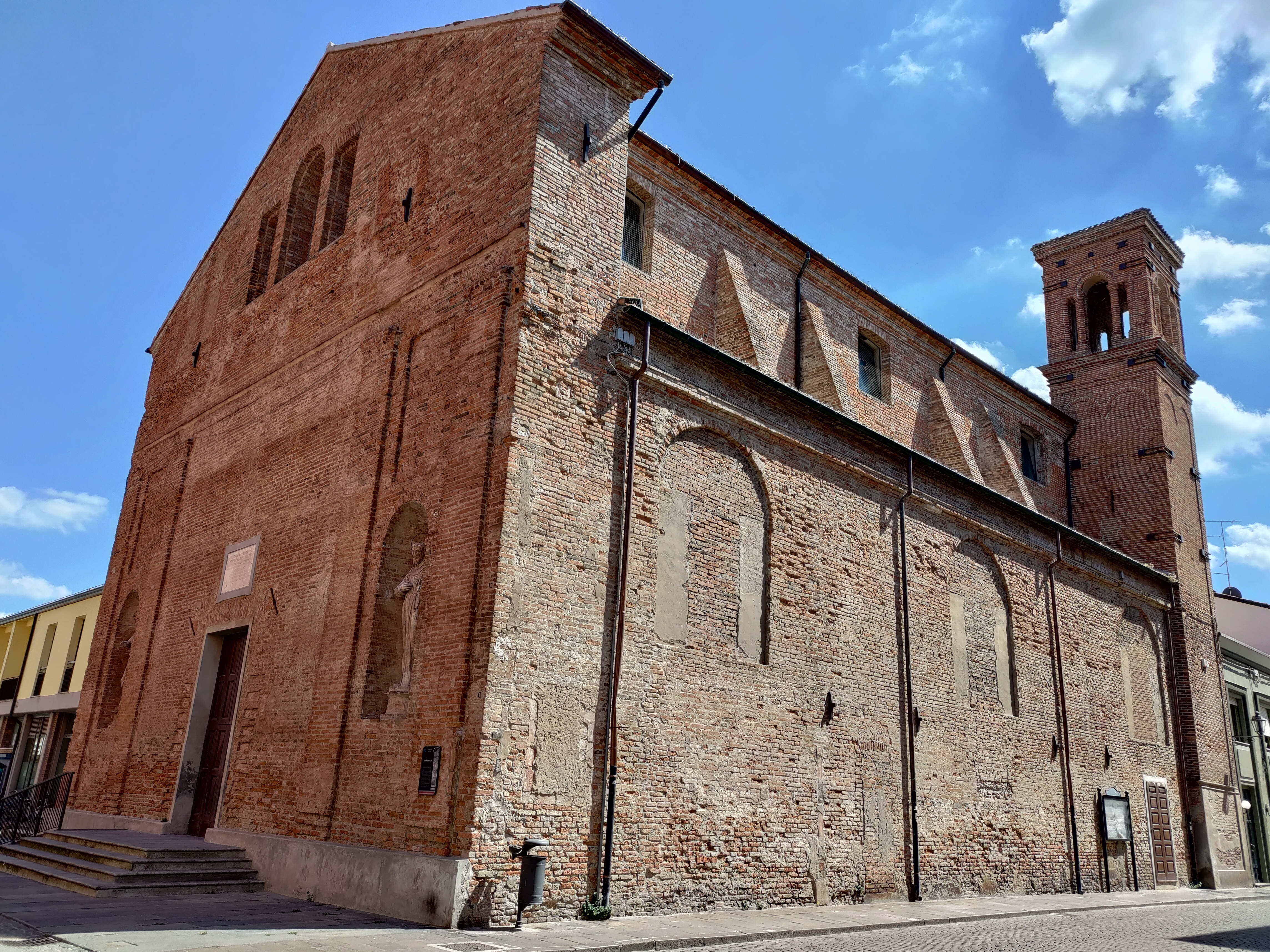
Chiesa di San Francesco

Il cuore della città è piazza Mazzini, una tipica piazza emiliana circondata da portici, dominata dal monumento a Ferrante I Gonzaga, opera di Leone Leoni.
Sulla piazza si affacciano la Concattedrale di San Pietro Apostolo, opera cinquecentesca di Francesco Capriani, il palazzo Ducale [1567] in gran parte ricostruito (al cui interno è allestito il Museo Cittadino), e il Municipio, iniziato nella prima metà del Quattrocento e terminato dai Gonzaga durante il Cinquecento. Esso reca sotto il portico i modelli delle antiche unità di misura.
Dalla piazza si accede ai portici quattrocenteschi di corso Garibaldi, la più antica via della città, che conducono alla Biblioteca Maldotti, ricca di manoscritti, antiche edizioni a stampa e una nutrita collezione di dipinti. Antistante la biblioteca sorge la chiesa di Santa Croce (detta anche della Morte, in quanto era sede della Confraternita della Morte, che accompagnava spiritualmente i criminali al patibolo), risalente al 1587. Dall'interno è possibile scendere nei sotterranei e visitare il precedente luogo religioso di origine medievale. Nelle vicinanze della chiesa è inoltre possibile notare l'edificio nel quale albergò Garibaldi durante la sua permanenza nella città.
Il corso si apre poi su piazza Garibaldi, al cui centro è presente il monumento a lui dedicato. Dalla piazza è inoltre possibile ammirare la chiesa dell' Immacolata Concezione (oratorio di pianta ottagonale), la chiesa del Santissimo Crocifisso (o delle Cappuccine) e la chiesa di Santa Maria Annunziata (o Santa Maria dei Servi), eretta alla fine del Cinquecento su disegno di Francesco Capriani: notevole, all'interno, la Deposizione, tela di Giuseppe M. Crespi. Su lato est della piazza si trova Palazzo Frattini, sede del Centro Culturale Comunale.

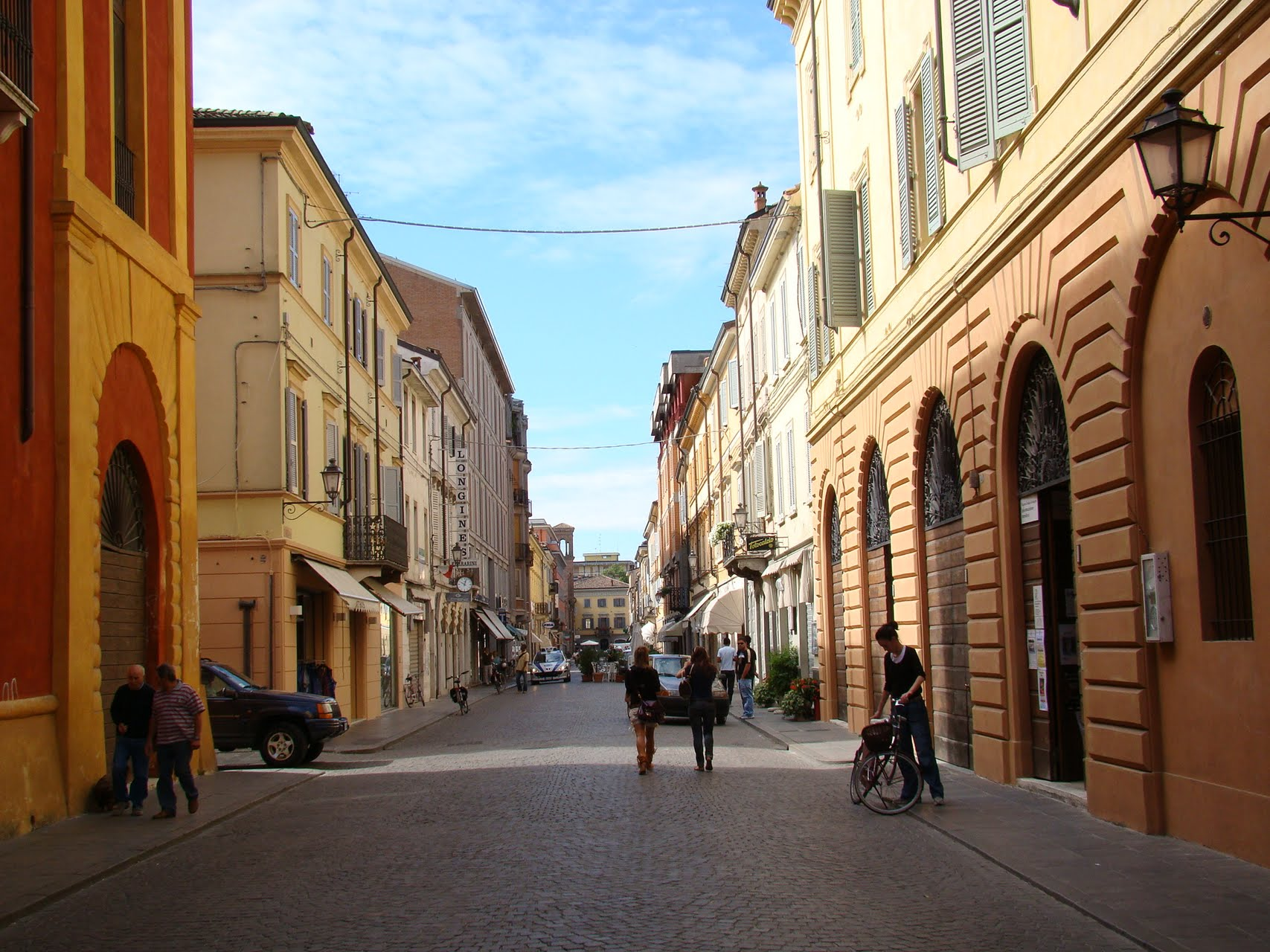
Strada Gonzaga

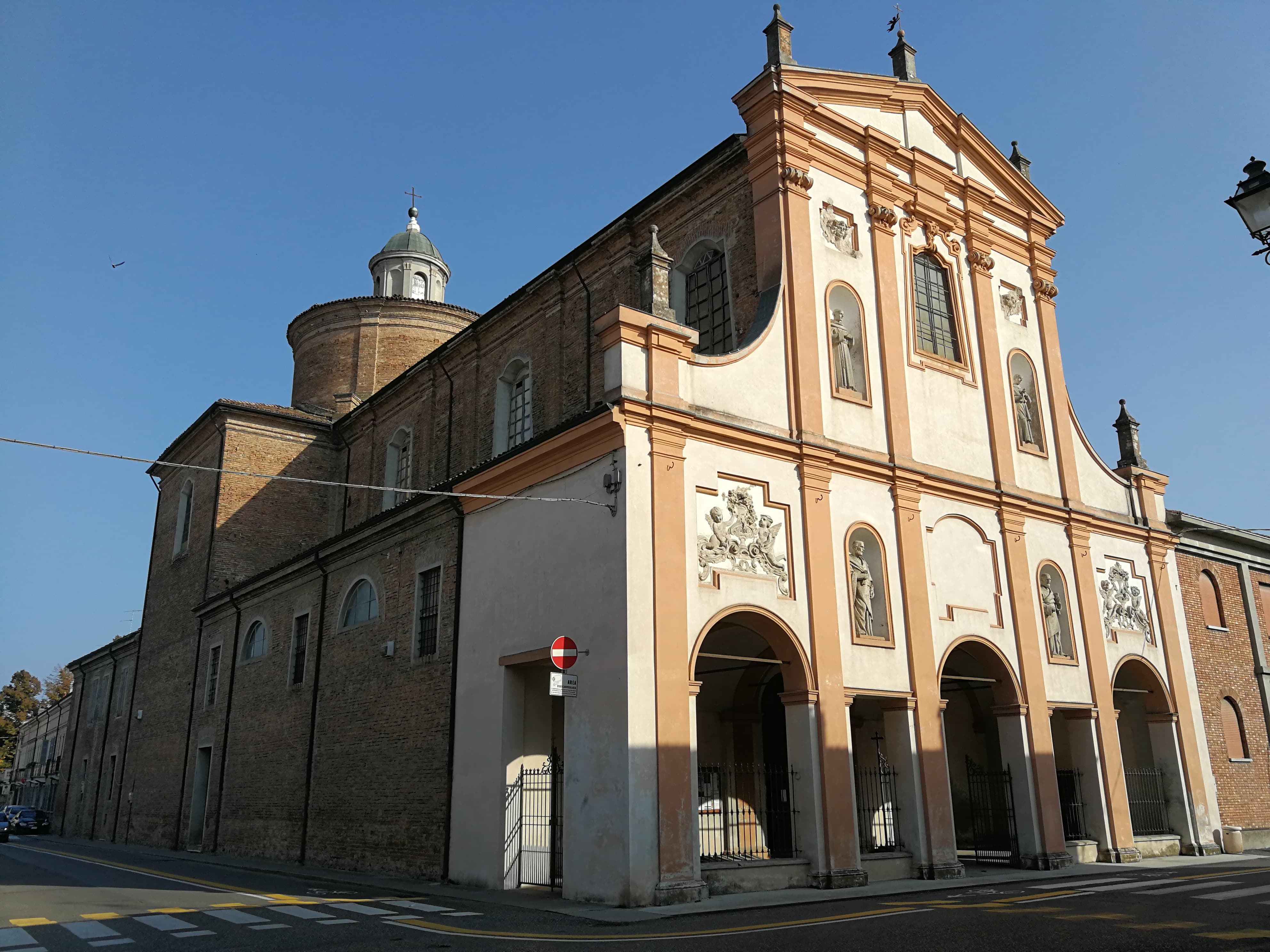
Chiesa della Beata Vergine della Porta

Da piazza Garibaldi, percorrendo via Verdi si arriva al Teatro Comunale in stile neoclassico, risalente al 1671. Scegliendo invece via Volturno si arriva in piazza Matteotti, dove sorge l'imponente Torre Civica o "Campanón", nel luogo che un tempo fu dell'antica rocca trecentesca abbattuta dagli spagnoli nel 1689. I lavori di costruzione della torre, progettata dall'architetto parmense Cristoforo Trivellino, iniziarono nel 1723 e terminarono nel 1732. L'edificio supera i 40 metri d'altezza e per la sua costruzione vennero utilizzati i materiali recuperati dalla vecchia rocca dei Torelli.
Più avanti, in via Piave, sorge il seicentesco Santuario in stile barocco Beata Vergine della Porta, progettato dall'architetto Prospero Mattioli per ordine del Duca Vincenzo Gonzaga. La chiesa conserva paliotti in scagliola policroma, opera di artigianato carpigiano.
Svoltando per via Cavour si giunge in piazza Martiri Patrioti (ex Piazza Roma), al cui centro è presente il monumento in memoria dei caduti della prima guerra mondiale. La piazza è ornata da lampioni in stile Liberty.
Tornando in Strada Gonzaga (comunemente nota come via Gonzaga) è notevole la ex chiesa di San Francesco, costruita nel 1606 su disegno di Ferrante II Gonzaga, adibita nel ventunesimo secolo a sala mostre.
Scegliendo via Spallanzani è possibile notare la chiesa di San Carlo (o delle Agostiniane), edificata nel 1626 sempre per ordine di Ferrante II Gonzaga.
Il centro reale della città storica non è la piazza principale, essendo quest'ultima decentrata rispetto all'assetto fisico cittadino, bensì "La Croce del Volterra", punto dal quale ne hanno origine quattro bracci rivolti verso i quattro punti cardinali. All'estremità di ogni braccio è situata una chiesa (A nord il Duomo, ad est la chiesa di Santa Maria dei Servi, la chiesa del Santissimo Crocifisso ad ovest, la chiesa di San Carlo a sud).
Nel territorio comunale di Guastalla sono storicamente importanti l'Oratorio di San Giorgio, piccolo gioiello romanico (secondo alcune testimonianze risalirebbe al X secolo), e la romanica Basilica dei Santi Pietro e Paolo di Pieve di Guastalla, uno dei più antichi edifici religiosi di tutta la provincia. Eretta originariamente prima del X secolo fu parzialmente ricostruita nel XIII secolo a causa di un terremoto e restaurata diverse volte durante i secoli successivi. Nel 1095 e nel 1106 fu addirittura sede di due Concili (il primo nel 1095 con papa Urbano II, il secondo nel 1106 con papa Pasquale II). All'interno è possibile ammirare un'antichissima vasca battesimale (IX o X secolo) e una terracotta dipinta, raffigurante la Madonna col Bambino, forse opera dello scultore Guido Mazzoni. Poco più avanti si trova la chiesa del Rosario, risalente al 1588.

### Architetture religiose

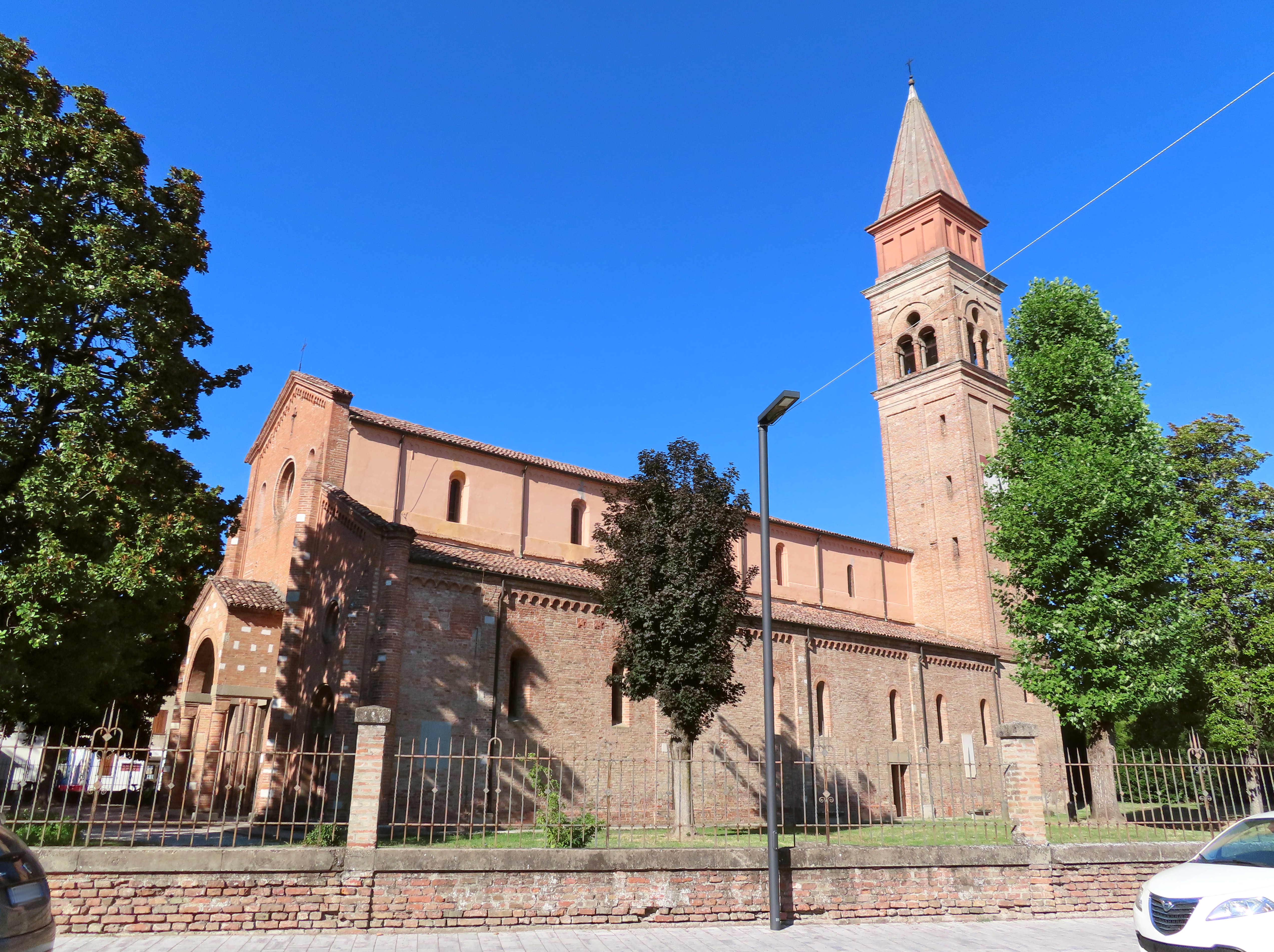
Basilica dei Santi Pietro e Paolo

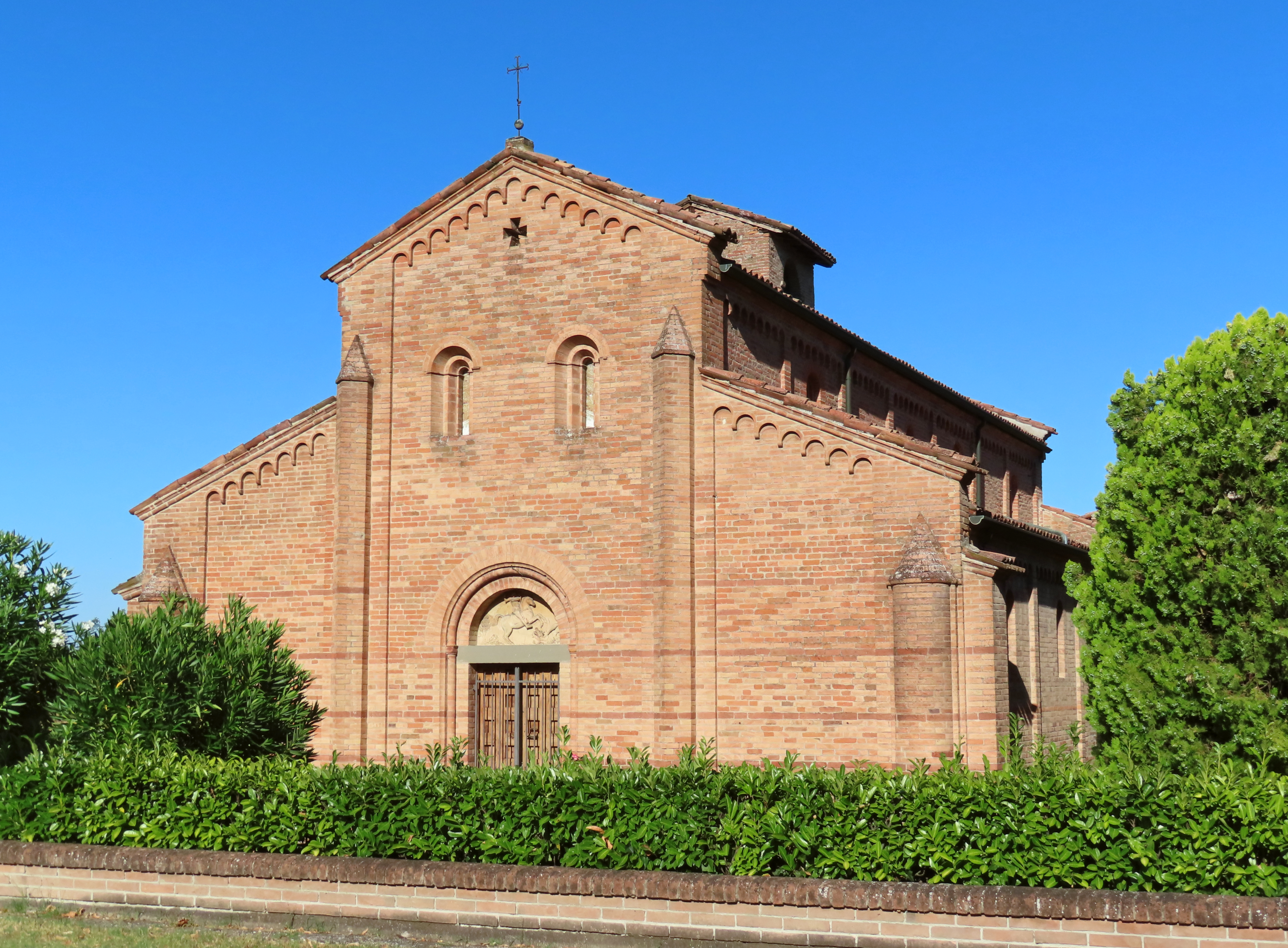
Oratorio di San Giorgio

A partire dalla fine del Cinquecento, nel corso dei secoli, sono state edificate sul territorio guastallese più di 40 chiese, diffuse sia nel centro storico che nelle frazioni. Qui le più importanti ancora esistenti:
- Concattedrale di San Pietro Apostolo
- Chiesa di Santa Croce (della Morte)
- Chiesa della Beata Vergine della Porta
- Chiesa di San Francesco
- Chiesa di Santa Maria Annunziata (I Servi)
- Chiesa di San Carlo
- Chiesa della Beata Vergine della Concezione
- Chiesa del Santissimo Crocifisso (Cappuccine)
- Chiesa di San Giuseppe
- Chiesa dei Santi Filippo e Giacomo, nella frazione di San Giacomo
- Chiesa di San Girolamo, nella frazione di San Girolamo
- Chiesa della Beata Vergine della Neve, nella frazione di Tagliata
- Basilica dei Santi Pietro e Paolo (la Pieve, già San Pietro)
- Chiesa di San Rocco, nella frazione di San Rocco
- Chiesa dei Santi Francesco e Bernardino (Cappuccini)
- Chiesa di San Marco
- Chiesa di San Giacomo Apostolo, in località Solarolo
- Chiesa di San Martino, nella frazione di San Martino
- Oratorio di San Giorgio
- Oratorio di San Carlo (ex oratorio)
- Oratorio della Beata Vergine del Rosario
- Oratorio della Beata Vergine Maria, nella frazione di San Girolamo
- Oratorio della Beata Vergine dell'Olmo, nella frazione di San Martino

### Architetture civili
- Palazzo Ducale
- Teatro comunale Ruggero Ruggeri

## Società

### Evoluzione demografica
Abitanti censiti

### Etnie e minoranze straniere
Al 31 dicembre 2023 gli stranieri residenti nel comune sono 1773, ovvero il 12,46% della popolazione.:

### Lingue e dialetti
(Bernardino Biondelli, Saggio sui dialetti gallo-italici, pag. 206)
Il dialetto guastallese (dialétt guastalés), insieme a quello di Luzzara e Reggiolo, si distingue nettamente da quello dei paesi confinanti della provincia di appartenenza, soprattutto dal dialetto reggiano. Per ragioni sia storiche che geografiche risulta molto simile al dialetto mantovano, con il quale condivide la maggior parte delle caratteristiche fonetiche e morfologiche, mantenendo così una certa continuità con l'area dialettale della bassa mantovana (pur conservando anche elementi che differiscono da entrambi). Il linguista Bernardino Biondelli, nell'opera Saggio sui dialetti Gallo-Italici del 1853, descriveva il dialetto guastallese come una varietà poco differente appartenente al sottogruppo emiliano mantovano-ferrarese.
Ciò che contraddistingue maggiormente il guastallese è la forte presenza dei suoni lombardi ö ed ü (Fuoco → Fögh / Gioco → Sögh / Cucina → Cüsìna / Subito → Sübìt) e la quasi totale assenza della palatalizzazione di A tonica latina, come nel Mantovano e nel Ferrarese (Padre → Padar / Sempre → Sémpar / Dentro → Déntar / Andare → Andàr / Mangiare → Magnàr / Leggere → Lèsar) dissonando così nell'accento e nella forma dai dialetti emiliani limitrofi. La lettera z non esiste, sempre sostituita dalla lettera s, dolce o aspra (Pazienza → Pasensia / Zanzara → Sansàla).

Esempio di dialetto guastallese
Al nostar dialétt

Pò par dispètt al 's è miss a parlàr
cun cói dadlà da Po, lè poch luntàn,
e acsè in dal témp li straci 'l à ciapà
'd an sö parént, ch'l è ‘l dialétt mantuàn.

Cóll ch'è gnü föra 'l è un tipo 'd dialétt
parlà da tötti i guastalés luntéra;
al par fatt a sö doss, e i è urguliùs
che nisön a discórra in sta manéra.[...]»
(da "Elementi di grammatica del dialetto guastallese", Luigi Pietri)

Traduzione in italiano
Il nostro dialetto

Poi, per dispetto, ha cominciato a parlare
con quelli al di là del Po, lì poco lontani,
e così nel tempo ha preso qualche rassomiglianza
da un suo parente, che è il dialetto mantovano.

Quello che ne è uscito è un tipo di dialetto
parlato volentieri da tutti i guastallesi;
sembra fatto apposta per loro, e sono orgogliosi
che nessuno parli in questo modo.[...]»
(da "Elementi di grammatica del dialetto guastallese", Luigi Pietri)
| Italiano                                                       | Guastallese                                              |
| Ieri sono andata al mercato.                                   | Iér a sun andàda al mercà/marcà.                         |
| Devi prendere le uova nel pollaio.                             | At ghè da tör i öv in dal pulèr.                         |
| Mi sono sdraiato sul divano e poi mi sono addormentato.        | Am sun saquà in sal divàn e po' am sun indurmansà.       |
| Noi crediamo sempre di essere migliori degli altri.            | Nüàtar a cardóm sémpar 'd esar mèi che chi-atàr.         |
| È logico che ognuno voglia bene al proprio paese.              | 'L è lògìc che ciaschidön al vòia bén al sö paés.        |
| Io non volevo, ma lui ha voluto regalarmelo lo stesso.         | Me a 'n al vréva mia, ma lö 'l à vrü regalàrmal lìstess. |
| È andato in piscina a nuotare?                                 | El andà in pisìna a nudàr?                               |
| Abito di qua dal Po in una città chiamata Guastalla.           | A stagh dadsà dal Po in 'na cità ciamàda Guastàla.       |
| Ho saputo da tuo cugino dove abiti.                            | A iò saü da tö cüsén indùa 't a ste.                     |
| Quando li ho incontrati, ho chiesto loro di venirmi a trovare. | Quànd a i ò incutrà, agh ò dmandà ad gnirum a catàr.     |

## Cultura

### Istruzione

#### Biblioteche

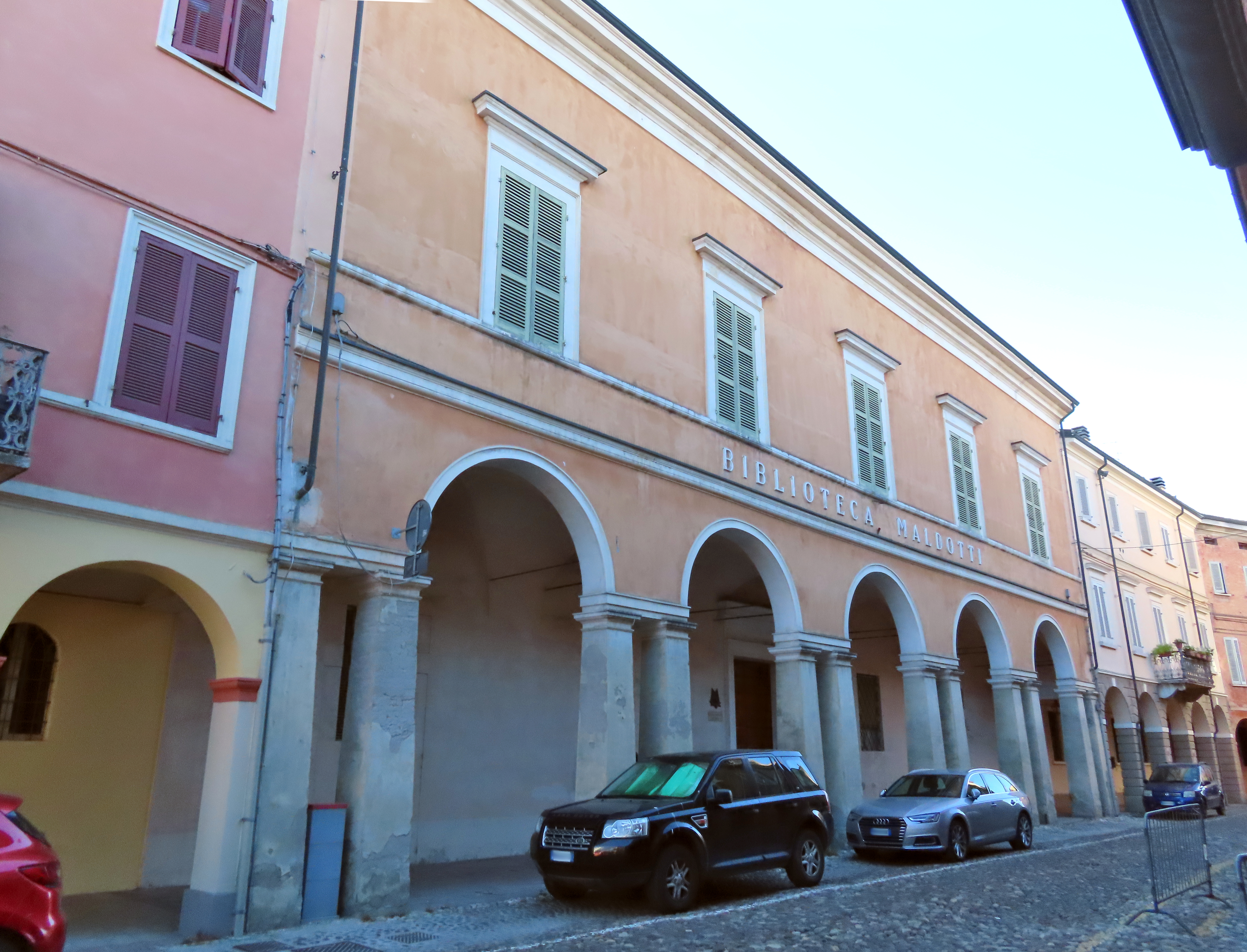
Biblioteca Maldotti

La Biblioteca Maldotti, fondata nel 1801 grazie a un lascito alla cittadinanza guastallese di un fondo di oltre 5.000 volumi da parte del sacerdote Marco Antonio Maldotti, è una delle più importanti istituzioni culturali della provincia di Reggio Emilia. All'interno del suo vasto patrimonio spiccano una ventina di incunaboli, oltre un migliaio di cinquecentine oltre che una quadreria, medaglieri, una fototeca, e raccolte di monete, stampe e grida.
A breve distanza dalla Maldotti, interno di Palazzo Frattini, è ospitata la Biblioteca Comunale di Guastalla.

#### Musei
Guastalla ospita le seguenti istituzioni museali:
- Museo della città di Guastalla
- Piccolo museo della Moto
- C'era una volta la scuola, conserva al suo interno arredi e mobilio scolastico della prima metà del XX secolo e del secondo dopoguerra, oltre che documenti, libri, registri e fotografie delle scuole guastallesi.

### Cinema
Nel 1976 la città è stata location per alcune sequenze del film di Bernardo Bertolucci Novecento, tra cui le ultime sequenze dell'atto primo.
Nel 2023 la città è stata la location principale per il film poliziesco The Inside Man - Un uomo all'interno di Lorenzo Neri.

### Letteratura
A Guastalla Giuseppe Baretti, che qui si era stabilito presso uno zio dopo aver abbandonato la casa paterna, conobbe Carlo Cattoni , nato nella vicina Novellara, «che coltivava gli studj della poesia e che lo giovò dei suoi consigli, e da lui ricevette la prima educazione letteraria».
Nel 1772 l'importante esponente dell'Illuminismo letterario e filosofico tedesco Gotthold Ephraim Lessing scrisse il dramma borghese Emilia Galotti ambientato nella città di Guastalla.

### Eventi
- Il 25 novembre vi si festeggia la Fiera di Santa Caterina.
- La terza domenica di maggio si festeggia la Fiera di San Felice[non chiaro].
- Ogni 3 anni, alla fine del mese di maggio si celebra La Gnoccata, festa popolare di origine ottocentesca.
- Ogni quarta settimana di Settembre, si svolge la manifestazione Piante e Animali perduti
- Dal 2001, nell'area dell'Ostello del Po, in un periodo compreso tra settembre e ottobre, si tiene RaduPo, raduno di burattini e burattinai sulle rive del Po, in ricordo del grande burattinaio Otello Sarzi. L'evento, dalla durata di due-tre giorni, si compone di spettacoli, concerti e laboratori aperti al pubblico.

## Infrastrutture e trasporti

### Strade
La città è attraversata dalla SS62 (Ora SP62r) che collega Parma a Mantova e Verona.

### Ferrovie
La stazione di Guastalla è posta sulle linee Parma-Suzzara e Reggio Emilia-Guastalla; nel territorio comunale sono presenti anche la stazione di Tagliata e la stazione di San Giacomo.

### Aeroporti
L'aeroporto più vicino è quello di Parma (circa 35 km), seguito da quello di Verona (circa 75 km) e da quello di Bologna (circa 90 km).

## Amministrazione
Di seguito è presentata una tabella relativa alle amministrazioni che si sono succedute in questo comune.
| Periodo        | Periodo        | Primo cittadino   | Partito                                                       | Carica  | Note   |
| -------------- | -------------- | ----------------- | ------------------------------------------------------------- | ------- | ------ |
| 30 agosto 1985 | 2 luglio 1990  | Ermanno Fontanesi | Partito Socialista Italiano                                   | Sindaco | [ 18 ] |
| 2 luglio 1990  | 14 giugno 1999 | Matteo Moreschi   | Partito Comunista Italiano-Partito Democratico della Sinistra | Sindaco | [ 18 ] |
| 14 giugno 1999 | 8 giugno 2009  | Mario Dallasta    | Lista civica di centrosinistra                                | Sindaco | [ 18 ] |
| 8 giugno 2009  | 26 maggio 2014 | Giorgio Benaglia  | PdL, Lega Nord e UdC                                          | Sindaco | [ 18 ] |
| 26 maggio 2014 | 27 maggio 2019 | Camilla Verona    | Lista civica di centrosinistra Guastalla Bene Comune          | Sindaco | [ 18 ] |
| 27 maggio 2019 | 10 giugno 2024 | Camilla Verona    | Lista civica di centrosinistra Guastalla Bene Comune          | Sindaco | [ 18 ] |
| 10 giugno 2024 | in carica      | Paolo Dallasta    | Lista civica di centrosinistra Guastalla Bene Comune          | Sindaco | [ 18 ] |

### Gemellaggi
- Forcalquier, dal 1981[19]
- Giovinazzo, dal 2004[20]
- Gabicce Mare, dal 2009 (patto d'amicizia)[21]

## Sport

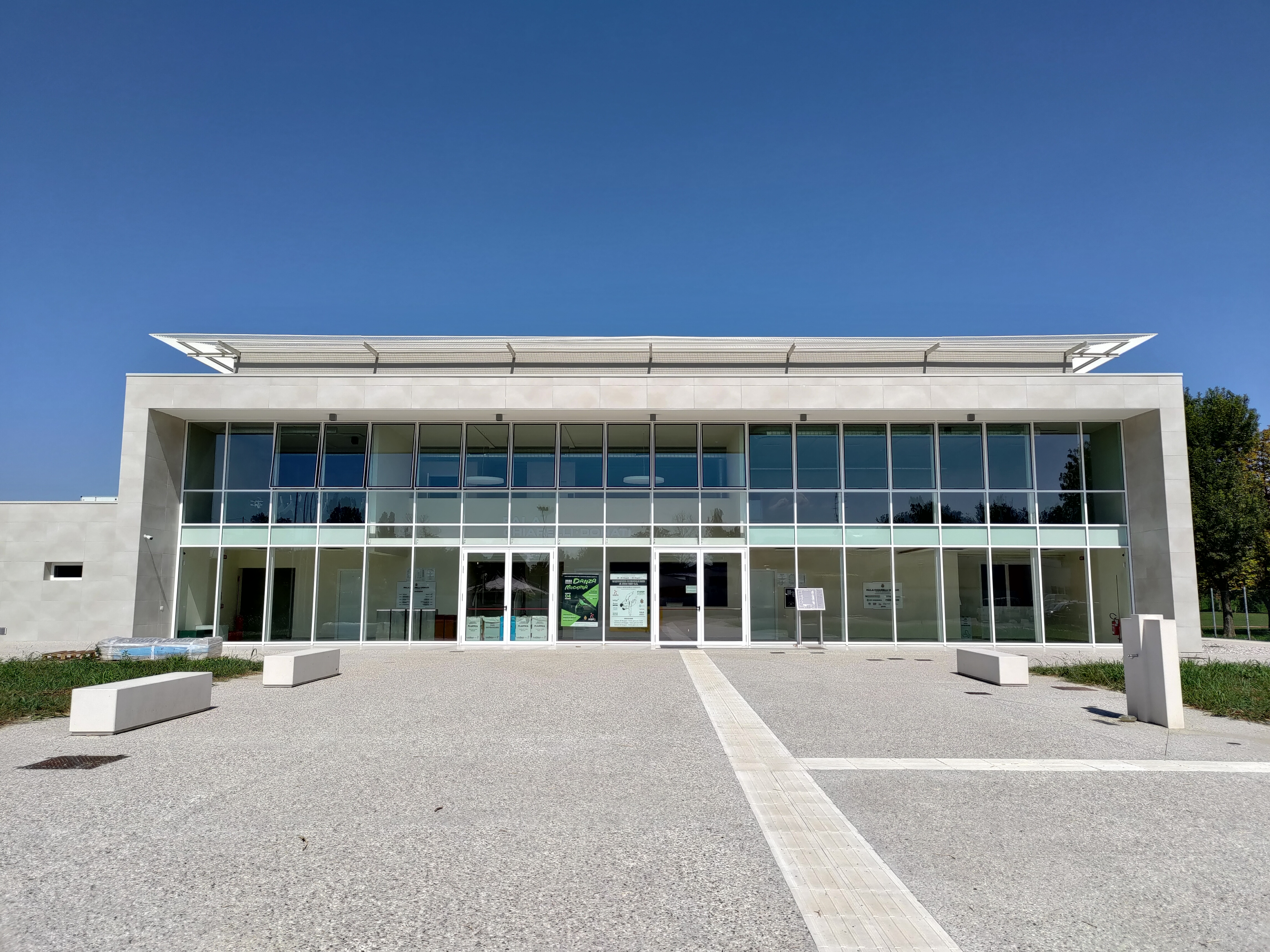
Il Palazzetto dello Sport

Guastalla è una città che offre diverse possibilità di praticare sport. La Società Sportiva principale è la U.S. Saturno SCSD, che promuove sport fin dal 1944, ed al giugno 2013 annovera quasi 650 atleti iscritti nelle categorie junior e senior, suddivisi nelle quattro discipline calcio, pallavolo, ginnastica artistica e pallacanestro (tramite la AS Pallacanestro Guastalla ASD).
Il 7 gennaio 2012 la Pallacanestro Guastalla vince la Coppa Emilia-Romagna, considerato il trofeo regionale più prestigioso a livello seniores. Dopo 8 anni di esilio forzato a Castelnovo Sotto (20 km di distanza) per poter giocare in un impianto regolare, la Pallacanestro Guastalla è costretta dall'aprile 2014 a rinunciare alla prima squadra (militante in Serie C2) non potendo più gestire questa gravosa situazione logistica, nonostante gli ottimi risultati conseguiti. La squadra riparte nella stagione 2016/17 dal campionato di Prima Divisione, per vincerlo l'anno successivo. Dalla stagione 2018/19 la squadra milita nel campionato di Promozione.
Presente sul territorio anche il neonato Rugby Guastalla 2008 militante nel campionato regionale di serie C.
Risale al 1896 la fondazione della Società Canottieri Eridano di Guastalla, da sempre riferimento per gli amanti degli sport d'acqua di tutta la bassa reggiana. Fra le attività amatoriali della Società si annoverano il calcio, il tennis, il basket, il beach volley, le bocce, la navigazione da diporto. La canoa viene svolta a livello agonistico ed è il vero fiore all'occhiello della Società con numerosi titoli italiani conquistati nel passato e con giovani atleti protagonisti nelle nazionali under 16 e junior di slalom.
L'Atletica Guastalla è stata la prima società sportiva per la quale ha corso il campione olimpico di maratona (ad Atene 2004) Stefano Baldini. Dal 2017 l'Atletica Guastalla fa parte dell'Atletica Impresa Po con la quale partecipa a tutte le gare FIDAL. Nel 2018 i tesserati sono circa quaranta.
Guastalla vanta una grande tradizione anche nel biliardo. Infatti negli anni '90 era la sede di allenamento del quattro volte campione mondiale Gustavo Zito. A fine 2017 ritorna il biliardo a Guastalla grazie all'Ateneo Del Biliardo A.S.D..

### Calcio
A Guastalla si sono succedute tre entità calcistiche, che hanno ricoperto il ruolo di squadra cittadina principale, caratterizzate sempre dall'uso del rosso e blu come colori sociali. La prima fu la Pro Calcio, attiva negli anni trenta del XX secolo e militante tra la Prima e la Seconda Divisione. La Pro Calcio fallì nel 1941 e venne sostituita dal Gruppo Sportivo Trancerie Mossina.
Il Trancerie Mossina fu la squadra di maggior successo della storia calcistica guastallese, giungendo a disputare tre campionati in Serie C negli anni quaranta.
Il Trancerie terminò la sua attività negli anni cinquanta e dal 1959 venne sostituito dal Guastalla Calcio A.S.D., fondato tra gli altri dall'ex calciatore Ottorino Casanova.
Il Guastalla Calcio ha giocato sei stagioni in Serie D e nel luglio 2016 si è fuso con la sezione calcio dell'Us Saturno.